# Phuo
Die Phuo (auch: Pougouli oder Pwa) sind eine Ethnie aus dem westafrikanischen Staat Burkina Faso. Die etwa 10.000 Phuo leben verstreut in den Provinzen Ioba, Bougouriba und Tuy.
Die Gesellschaft der Phuo teilt sich in sieben große Clangruppen, die in jeweils drei bis neun exogamische Patriclans unterteilt sind. Vermutlich haben die Phuo in der Mitte des 18. Jahrhunderts den Mouhoun überquert und das Gebiet um Dissin, Nakar, Dano und Ouorpon besiedelt.
Phuie, die Sprache der Phuo zählt zum westlichen Zweig der Gurunsi-Sprachen.